# Hermon (Jerusalem)
Hermon (auch: Hermas; † um 314) war Bischof von Jerusalem zu Beginn des 4. Jahrhunderts.
Hermon war der Nachfolger des Zabdas, der Beginn seiner Amtszeit wird meist in das Jahr 300 datiert, daneben findet sich auch die Angabe 283. Der Legende nach soll er Ephrem und Basilios, später auch Eugenios, Agathodoros, Kapiton und Elpidios nach Cherson zur Missionierung entsandt haben, die dort das Martyrium erlitten hätten. Über Hermons Amtsführung ist wenig historisch Gesichertes bekannt. Sein Todesjahr liegt um das Jahr 314 herum, möglicherweise bereits 312 oder 313.